# Kotoite
La kotoite, un borato anidro di magnesio, deve il suo nome a Bundjiro Koto (1856 – 1935), geologo giapponese professore presso l'Università di Tokyo. È stato prima sintetizzato artificialmente prima di essere trovato in natura.

## Origine e giacitura
Si forma nelle zone di contatto metamorfico in Skarn inclusi in brecce di dolomia ricche di boro.

## Forma in cui si presenta in natura
Si presenta in aggregati massivi granulari. In Italia è stata rinvenuta nelle miniere di Brosso (Ivrea).